# Mars 1800

## Événements
- Empire russe : réforme militaire : autonomie administrative de l’artillerie[1].

- 18 mars, France : loi du 27 ventôse, réorganisant le système judiciaire : juges de paix élu dans les cantons, tribunaux de première instance dans les arrondissements, tribunaux criminel dans les départements, 28 tribunaux d’appel. Les juges sont nommés par le gouvernement et salariés sur le budget de l’État. Ils sont nommés à vie et inamovibles.
  - Réformes centralisatrices de l’an VIII : l’assiette de l’impôt et la perception sont attribuées à une administration des contributions directes (24 novembre 1799 et 18 mars 1800).

- 20 mars, campagne d'Égypte : Kléber repousse une armée turque à la bataille d’Héliopolis[2].

- 20 mars - 21 avril : deuxième révolte de la population du Caire contre l’occupation française, durement réprimée[3].

- 21 mars :
  - élu le 14 mars, le cardinal Barnaba Chiaramonti devient pape sous le nom de Pie VII[4]. Fin du pontificat en 1823 ;
  - la Russie et l’Empire ottoman, s’entendent, dans une convention signée à Constantinople pour former la « République fédérative des Sept-Îles », nom donné à l’entité regroupant sept îles de la mer Ionienne (anciennement vénitiennes), situées entre la Grèce et l’Italie, que la France s’était attribuées au traité de Campo-Formio en 1797[5].

- 22 mars : Pinto, ou la Journée d'une conspiration, de Népomucène Lemercier, au Théâtre de la République à Paris.

## Naissances
- 3 mars : Heinrich Georg Bronn (mort en 1862), géologue allemand.
- 25 mars : Paulin Paris historien français de la littérature, spécialiste de l'époque médiévale.
- 28 mars :
  - Johann Georg Wagler (mort en 1832), zoologiste allemand.
  - Antonio Tamburini, baryton-basse italien († 8 novembre 1876).

## Décès
- 14 mars : Daines Barrington (né en 1727), naturaliste anglais.
- 21 mars : William Blount, (né en 1749), est un homme d'État américain. Il fut délégué pour la Caroline du Nord à la Convention constitutionnelle, le premier et seul gouverneur du Territoire du Sud-Ouest. Il fut sénateur républicain-démocrate du Tennessee (1796-1797), État pour lequel il joua un grand rôle dans sa création. Il fut le premier sénateur américain à être expulsé du Sénat.
- 29 mars : Marc-René de Montalembert.